# Давор Божинович
Да́вор Божи́нович (хорв. Davor Božinović, нар. 27 грудня 1961, Пула, СР Хорватія) — хорватський політик, дипломат, урядовець, міністр оборони Хорватії в уряді Ядранки Косор, міністр внутрішніх справ і віцепрем'єр Хорватії у першому, другому та третьому урядах Андрея Пленковича.

## Короткий життєпис
Закінчив факультет політичних наук Загребського університету, там здобув ступінь бакалавра, магістра та доктора наук. У 1987 р. стає радником Республіканського секретаріату народної оборони Хорватії. У 1990 р. його призначено головою Призовної комісії при Міністерстві оборони. З 1994 р. — Старший радник Департаменту консульських справ Міністерства закордонних справ Хорватії. У 1994—1996 рр. працює радником посольства Хорватії в Софії (Болгарія). У 1997—1999 роках — радник посольства Хорватії в Сараєві (Боснія і Герцеговина). 1997—1999 рр. — заступник начальника і начальник відділу сусідніх країн в Міністерстві закордонних справ у ранзі міністра-радника; 1999 р. — помічник міністра закордонних справ у ранзі посла. 2000 р. — координатор зв'язків з СРЮ Міністерства закордонних справ у ранзі посла. 2001 р. — тимчасовий повірений у справах Посольства Республіки Хорватії в Белграді. 2002 р. — посол Хорватії у Сербії і Чорногорії. 2004 р. — глава Канцелярії Президента Хорватії. 2005 р. — посол Хорватії в ролі глави представництва Хорватії в НАТО. У вересні 2008 року призначається державним секретарем з питань європейської інтеграції. У липні 2009 року його призначено державним секретарем з політичних питань. У березні 2010 року його призначено спеціальним посланником прем'єр-міністра Хорватії для Південно-Східної Європи. З 30 грудня 2010 до 23 грудня 2011 року — міністр оборони. З 9 червня 2017 року — міністр внутрішніх справ.
Автор книжки «Взаємний перехід НАТО - ЄС - Південно-Східна Європа» (2010 р.) та співавтор книжки «НАТО - євро-атлантична інтеграція» (2008 р.) 
Викладає на факультеті політичних наук Загребського університету, в Дипломатичній академії МЗС та Військовому коледжі ім. бана Йосипа Єлачича.
Одружений, має двох дітей. Володіє англійською та болгарською мовами.